# Staustufe Neckarsteinach
Die Staustufe Neckarsteinach ist eine Flussstaustufe des Neckars und besteht aus einer Doppelschleuse am rechten Ufer, einem dreifeldrigen Wehr am linken Ufer und einem Kraftwerk in der Mitte der gesamten Anlage. Über die Mitte der Anlage läuft die Landesgrenze zwischen Hessen und Baden-Württemberg, wobei sowohl die Schleusen, als auch das Kraftwerk und die (in Fließrichtung des Neckars gesehen) rechte Hälfte des Stauwehrs zu Hessen gehören. Die linke Hälfte des Stauwehrs, unterhalb von Dilsberg, gehört zur Gemarkung von Neckargemünd und damit zu Baden-Württemberg.

## Lage
Das Stauwehr ist vom Rhein aus gesehen die fünfte Anlage. Es ist die einzige Anlage am Neckar, welche sich über zwei Bundesländer erstreckt.

## Bootsschleppe
Auf der linken Neckarseite steht eine Bootsschleppe zur Verfügung. Das Gleis ist 170 m lang. Im Gegensatz zu den vorangegangenen Staustufen ist die Bootsschleppe nicht bei den Schleusenkammern, sondern auf der gegenüberliegenden Flussseite.